# Баліан д'Ібелін (князь Галілеї)
Баліан д'Ібелін (фр. Balian d'Ibelin, бл. 1270 — 7 червня 1315 або 18 травня 1316) — представник впливового кіпрського феодального роду Ібелінів, один з організаторів і керівників заколоту баронів проти короля Генріха II де Лузіньяна та встановлення регентства в 1306 році. Титулярний князь Галілеї та Вифлеєму.

## Походження
Баліан Ібелін був другим сином конетабля Кіпрського королівства Філіпа Ібеліна У 1292 або 1294 ріку одружився з Алісою де Лузіньян, дочкою короля Кіпру Гуго III  і, відповідно, сестрою короля Генріха II.
Бліан успадкував титул князя Галлілеї від своєї бабусі по материнській лінії княгині  Ешіви III де Сент-Омер (пом. [1265]).

## Змова проти короля
Про діяльність Баліана Ібеліна при королівському дворі практично нічого не відомо до 1306 року, коли він вступив у змову зі своїми шуринами Аморі де Лузиньяном, сеньйором Тирським, і Емері де Лузіньяном, коннетаблем Кіпру, спрямований на усунення від влади хворого короля Генріха II де Лузиньяна і встановлення регентства Аморі де Лузиньяна.
Згідно з хронікою Леонтія Махери, двоє братів короля Генріха II, Аморі і Емері, а також його зять, князь Галілеї Баліан д'Ібелін 26 квітня 1306 року скликали лицарів та інших васалів Нікосії і змусили їх скласти присягу Аморі де Лузиньяну як регенту і правителю Кіпрського королівства. Увечері того ж дня змовники склали хартію, в якій звинуватили короля у нездатності керувати державою та проголосили призначення Аморі Тирського регентом королівства. Після цього Аморі, Емері і Баліан д'Ібєлін з'явилися в королівський палац, у якого вже зібрався народ і кіпрська аристократія, увійшли до короля в спальню і доручили зачитати свою хартію перед королем і народом дядькові Баліана Гуго д'Ібеліну.
Після того як хартія була зачитана, а король висловив свою незгоду з її змістом, Аморі та Емері де Лузіньяни та Баліан д'Ібелін розташувалися у великій лоджії у дворі королівського палацу. Не звертаючи уваги на протести короля і сенешаля Кіпру Філіппа д'Ібеліна, а також на гучні стенання королеви-матері Ізабелли д'Ібелін, змовники опечатали королівську канцелярію та сховище державної скарбниці. Влада повністю перейшла до рук регента, жителі Нікосії були приведені до присяги новому правителю королівства. Після цього Баліан д'Ібєлін входив у свиту регента Аморі де Лузіньяна.

## Останні роки
Після вбивства Аморі де Лузіньяна в червні 1310, король Генріх II повернувся до влади і розпочав переслідування прихильників покійного регента. Баліан д'Ібелін намагався здобути королівське прощення, але не отримав його. На самому початку 1312 року Баліан д'Ібелін за наказом короля був заарештований разом з Емері де Лузіньяном. Бранців ув'язнили Кіренії, проте невдовзі перевели у замок Буффавенто. Баліан д'Ібєлін помер від голоду в одній з підземних в'язниць Киренії в 1315 або 1316 і був похований у церкві Святого Антонія.

## Сім'я
У шлюбі з принцесою Алісою де Лузіньян (пом. після 1324) у Баліана Ібеліна народилося троє дітей:
- Жак Ібелін (бл. 1300 — після 1361), титулярний князь Галілеї і сеньйор Тиверіади, коннетабль Єрусалимського королівства[5][2]
- Жан Ібелін, в 1323 ріку одружився з Ешивою Ле Борнь;
- Еуфемія Ібелін, в 1320 році стала дружиною Жана Ле Бона[2].